# Равоувоу, Ватемо
Ватемо Равоувоу (фидж. Vatemo Ravouvou; род. 31 июля 1990, Фиджи) — фиджийский регбист, игрок национальной сборной Фиджи по регби-7, выступающий на позиции замыкающего. Олимпийский чемпион по регби-7 (2016).
В августе 2016 года подписал контракт с клубом «Грейтер Сидней Рэмз» и был включён в состав команды фиджийцев по регби-7 на Олимпиаде.